# Fältväddssläktet
Fältväddssläktet (Scabiosa) är ett släkte av tvåhjärtbladiga växter i familjen Dipsacaceae. Det har cirka 100 arter som förekommer i tempererade Europa, Medelhavsområdet, Asien och östra Afrika.
Släktet innehåller ett- till fleråriga, kala eller håriga örter. Stjälkarna enkla eller greniga och utan taggar. Bladen är motsatta, enkla eller flikiga. Blomhuvudenas är korglika med vanligen örtartade stödblad. Kantblommorna är ofta förstorade. Ytterfoder med åtta ribbor och upptill med hinnartat bräm. Det femflikiga fodret har bruna eller bleka borst. Kronan är femflikig Ståndarna är fyra och pistellen är ensam. Frukten är en nöt som är innesluten i ytterfodret.

## Bildgalleri

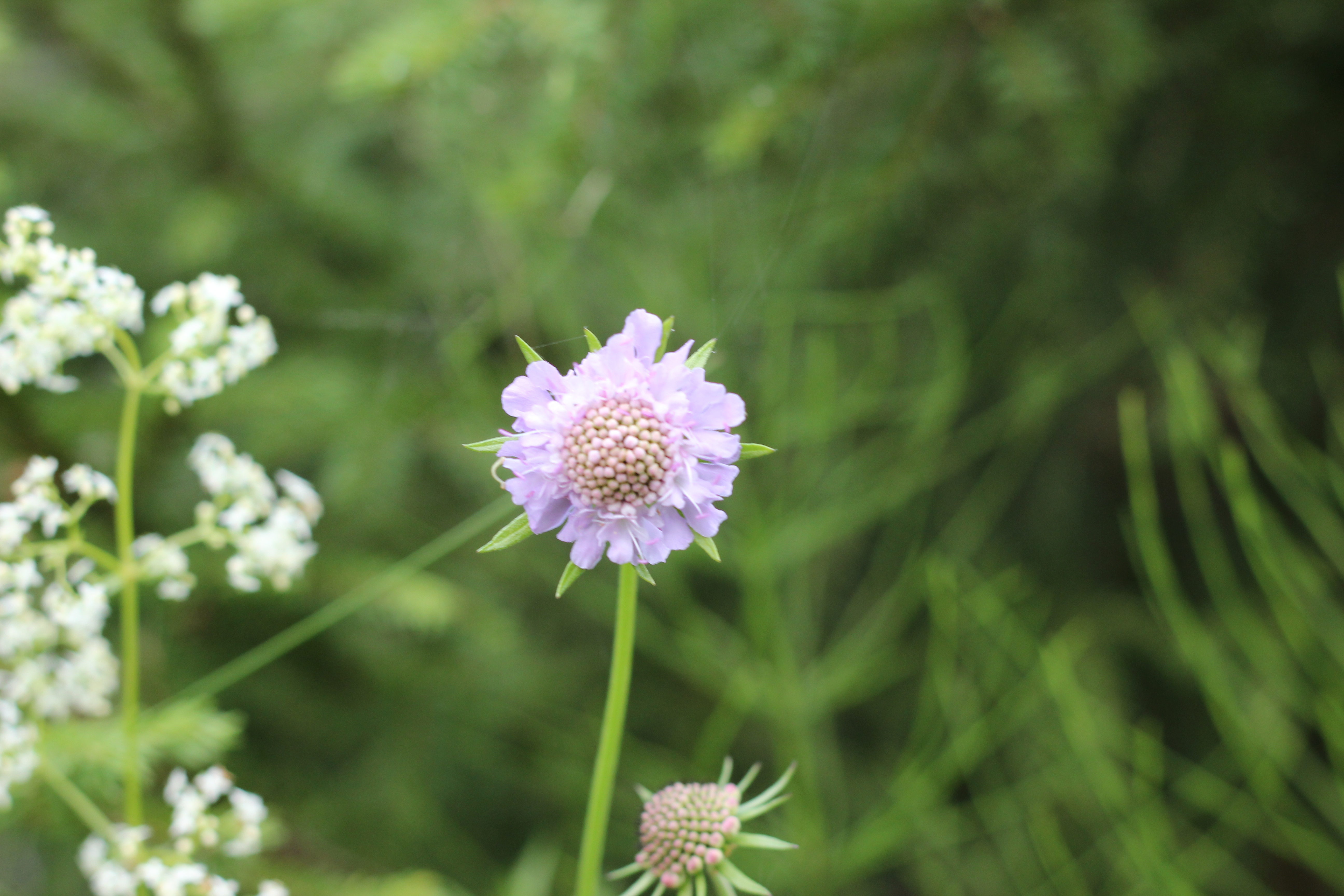
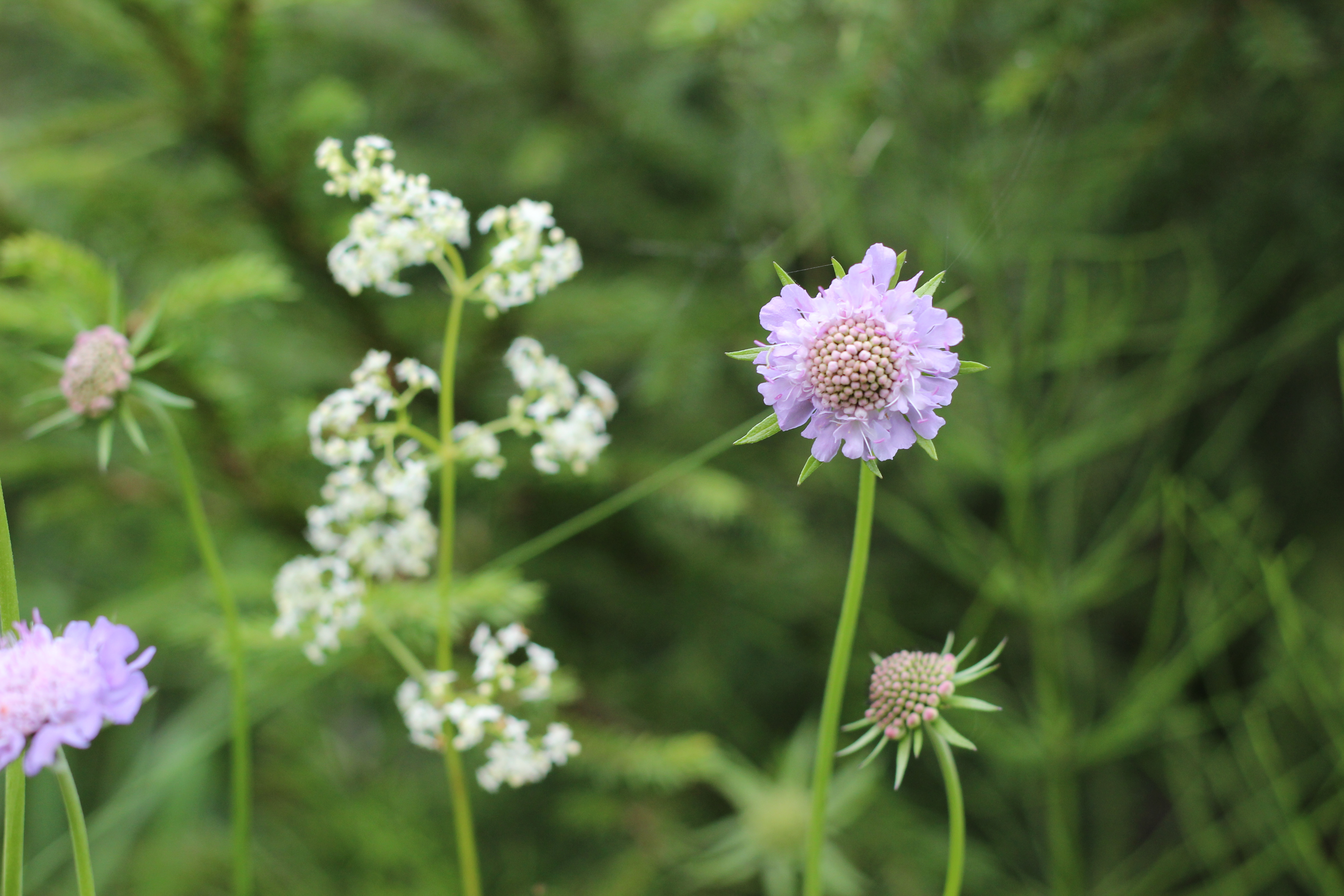
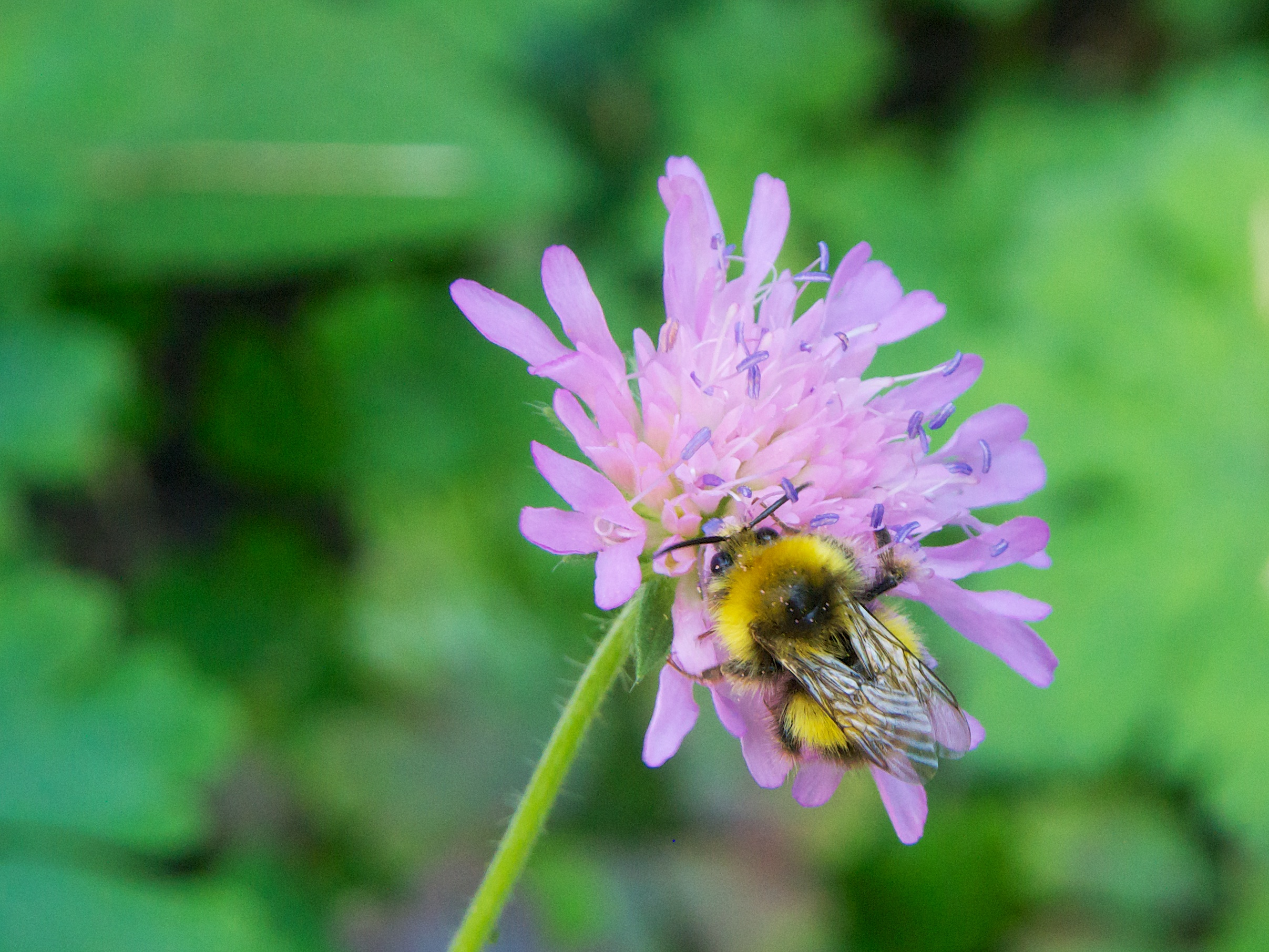
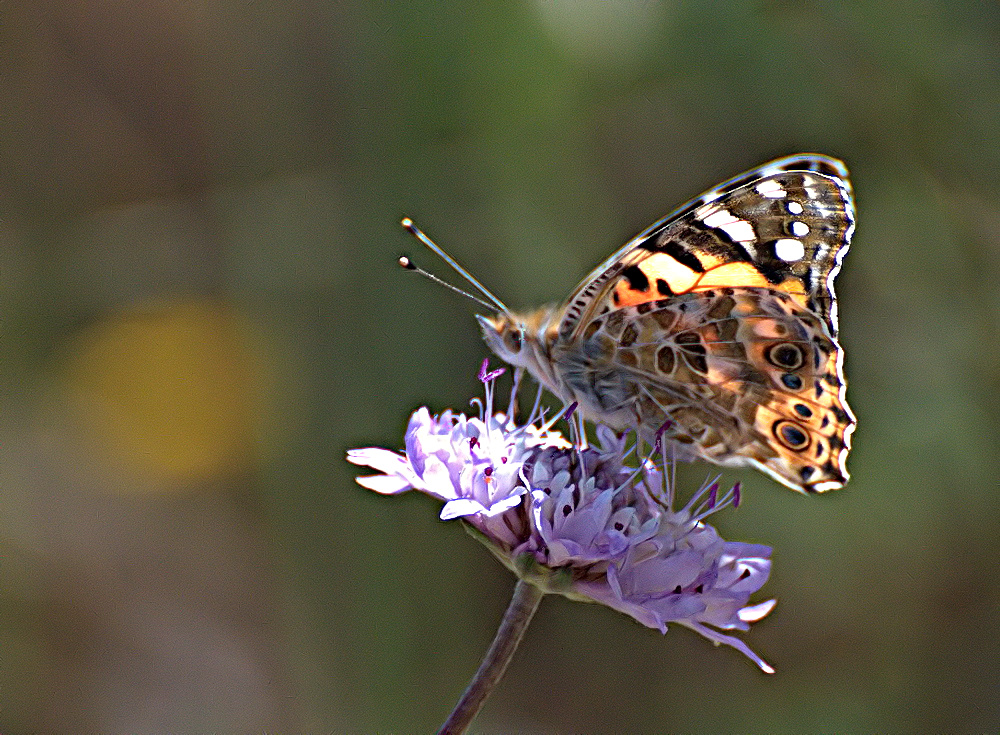
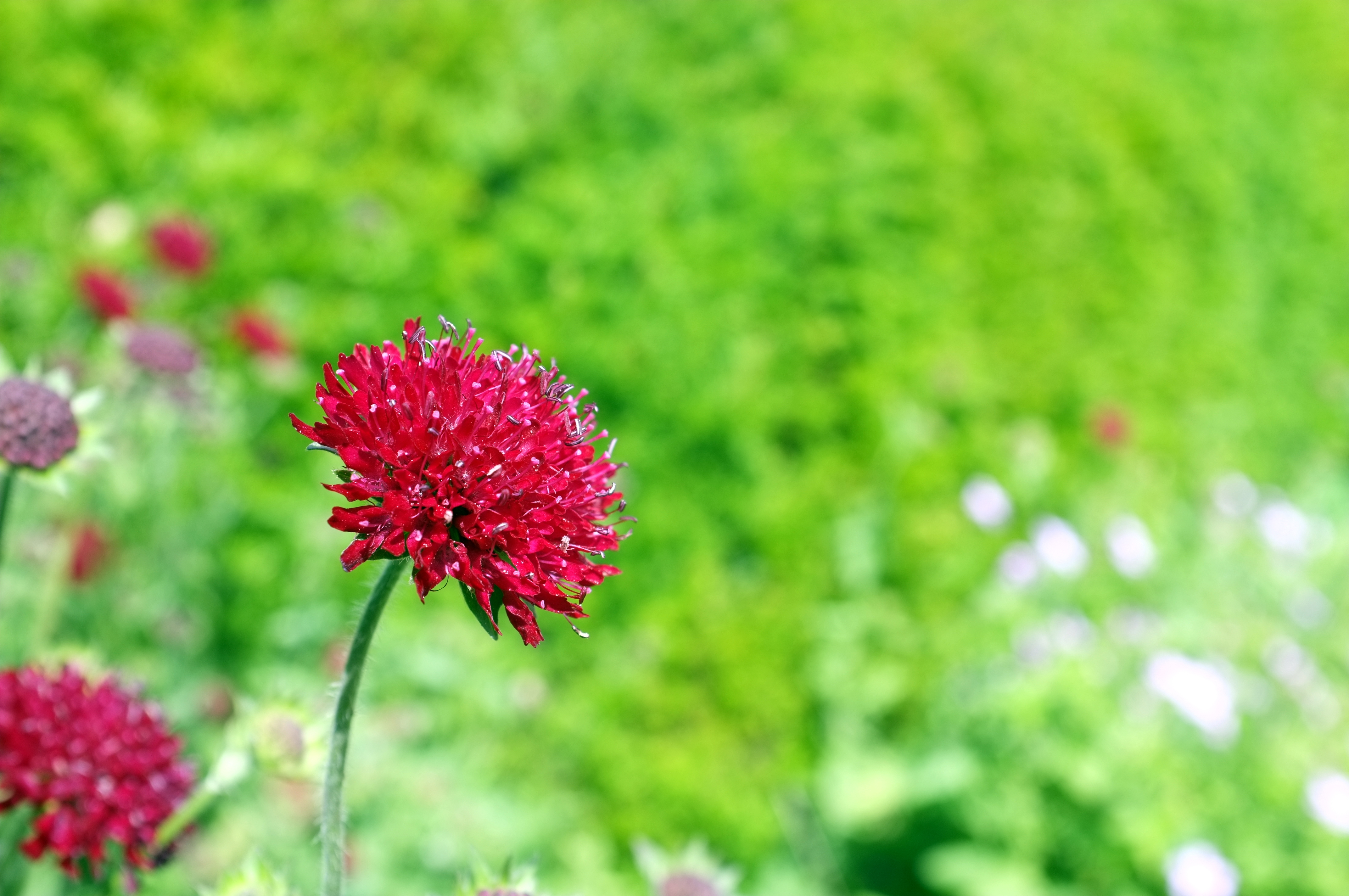
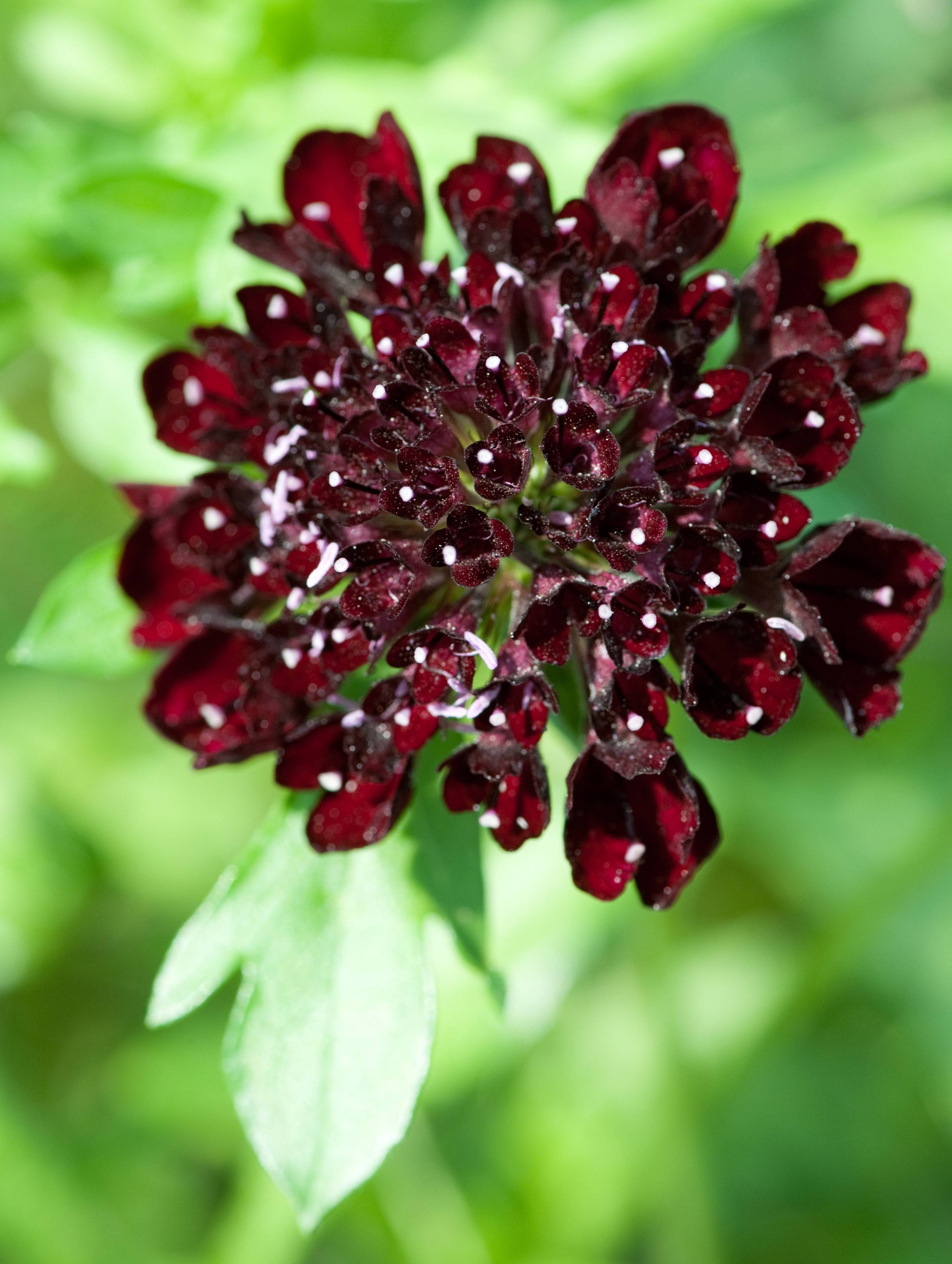

## Dottertaxa till Fältväddssläktet, i alfabetisk ordning[1]
- Scabiosa achaeta
- Scabiosa adzharica
- Scabiosa africana
- Scabiosa albanensis
- Scabiosa alexeenkoana
- Scabiosa amoena
- Scabiosa andryifolia
- Scabiosa angustiloba
- Scabiosa buekiana
- Scabiosa canescens
- Scabiosa cinerea
- Scabiosa colchica
- Scabiosa columbaria
- Scabiosa correvoniana
- Scabiosa corsica
- Scabiosa crinita
- Scabiosa drakensbergensis
- Scabiosa esfandiarii
- Scabiosa fumarioides
- Scabiosa galianoi
- Scabiosa georgica
- Scabiosa hladnikiana
- Scabiosa holosericea
- Scabiosa hyrcanica
- Scabiosa imeretica
- Scabiosa incisa
- Scabiosa intermedia
- Scabiosa koelzii
- Scabiosa lucida
- Scabiosa mairei
- Scabiosa maslakhensis
- Scabiosa meskhetica
- Scabiosa mollissima
- Scabiosa nitens
- Scabiosa ochroleuca
- Scabiosa opaca
- Scabiosa owerinii
- Scabiosa paphlagonica
- Scabiosa parviflora
- Scabiosa praemontana
- Scabiosa pyrenaica
- Scabiosa silenifolia
- Scabiosa solymica
- Scabiosa sosnowskyi
- Scabiosa taygetea
- Scabiosa tenuis
- Scabiosa transvaalensis
- Scabiosa triandra
- Scabiosa triniifolia
- Scabiosa turolensis
- Scabiosa tysonii
- Scabiosa webbiana
- Scabiosa velenovskiana
- Scabiosa vestina
- Scabiosa zuikoensis